# 神戸市電和田線
和田線（わだせん）は、かつて神戸市の中之島停留場 - 高松停留場間を結んでいた神戸市電の軌道路線である。
尻池線との接続点の中之島停留場付近では国鉄兵庫臨港線と平面交差を、山陽本線（和田岬線）と接続する和田岬停留場付近では国鉄和田岬駅から海岸方面に伸びる三菱重工業の専用線と立体交差をしていた。

## 沿革
- 1924年（大正13年）
  - 4月1日：笠松通7丁目停留場 - 高松停留場間が開業。
  - 8月5日：今出在家2丁目停留場 - 笠松通7丁目停留場間が開業。
- 1925年（大正14年）3月7日：中之島停留場 - 今出在家2丁目停留場間が開業。
- 1932年（昭和7年）12月22日：国鉄兵庫臨港線の延伸により中之島停留場 - 今出在家2丁目停留場間で平面交差を行うようになる。
- 1961年（昭和36年）以前
  - 高松停留場を高松分界点に格下げ。
  - 笠松通7丁目停留場を笠松7丁目停留場に改称。
  - 今出在家2丁目停留場を今出在家停留場に改称。
- 1971年（昭和46年）3月14日：中之島停留場 - 高松分界点間の廃止により全線廃止。

## 駅一覧
- 1962年（昭和37年）7月当時。
- 背景色がグレーの駅は廃止・休止駅。

| 停留場名    | 読み                     | 接続路線               | 廃止日        | 備考                            |
| ----------- | ------------------------ | ---------------------- | ------------- | ------------------------------- |
| 中之島      | なかのしま               | 尻池線                 | 1971年3月14日 |                                 |
| 今出在家    | いまでざいけ             |                        | 1971年3月14日 | 開業当初の電停名は今出在家2丁目 |
| 和田岬      | わだみさき               | 国鉄和田岬線：和田岬駅 | 1971年3月14日 |                                 |
| 笠松7丁目   | かさまつななちょうめ     |                        | 1971年3月14日 | 開業当初の電停名は笠松通7丁目   |
| 吉田町1丁目 | よしだちょういっちょうめ |                        | 1971年3月14日 |                                 |
| 吉田町2丁目 | よしだちょうにちょうめ   |                        | 1971年3月14日 |                                 |
| 金平町      | きんぺいちょう           |                        | 1971年3月14日 |                                 |
| 高松        | たかまつ                 | 高松線                 | 1961年以前    |                                 |

## 通過系統
- 1962年（昭和37年）7月当時。

| 系統   | 直通路線 | 通過区間            | 直通路線 | 備考               |
| ------ | -------- | ------------------- | -------- | ------------------ |
| 1系統  | 高松線   | 高松分界点 - 中之島 | 尻池線   | 循環系統、東行のみ |
| 2系統  | 尻池線   | 中之島 - 高松分界点 | 高松線   | 循環系統、西行のみ |
| 5系統  | 尻池線   | 中之島 - 高松分界点 | 高松線   | 循環系統、西行のみ |
| 7系統  | 高松線   | 高松分界点 - 中之島 | 尻池線   | 循環系統、東行のみ |
| 12系統 | 尻池線   | 中之島 - 高松分界点 | 高松線   | 循環系統、西行のみ |
| 13系統 | 高松線   | 高松分界点 - 中之島 | 尻池線   | 循環系統、東行のみ |